# شگفت‌انگیزان (بازی ویدئویی)
شگفت‌انگیزان (به انگلیسی: The Incredibles) یک بازی اکشن-ماجراجویی است که بر پایهٔ فیلم پیکسار به همین نام در سال ۲۰۰۴ ساخته شده‌است. انتشار بازی نیز با تی‌اچ‌کیو بوده‌است. نویسندگی بازی نیز با مارک اندروز بود.